# Welcome to My World
Welcome to My World är ett album av Elvis Presley från 1977 utgivet av RCA.

## Information
Albumet släpptes i början av 1977. Albumet var en samlingsskiva med tidigare utgivna låtar, med undantaget "I Can't Stop Loving You" där versionen på detta album tidigare inte blivit släppt. Anledningen till att albumet släpptes var att RCA hade brist på nytt sångmaterial då Elvis inte haft tillräckligt välmående för att spela in mer musik.

## Placeringar
På Billboards albumlista, Billboard 200, placerade sig albumet på plats 44. På Billboards lista för countryalbum placerade albumet sig på plats 4. Albumet sålde platina strax efter Elvis död, endast fem månader efter albumets release.

## Låtlista
1. "Welcome to My World" (Johnny Hathcock/Ray Winkler) - 1:57
2. "Help Me Make It Through the Night" (Kris Kristofferson) - 2:48
3. "Release Me" (Eddie Miller/Dub Williams/Robert Yount) - 3:00
4. "I Really Don't Want to Know" (Howard Barnes/Don Robertson) - 2:47
5. "For the Good Times" (Kris Kristofferson) - 3:08
6. "Make the World Go Away" (Hank Cochran) - 3:37
7. "Gentle on My Mind" (John Hartford) - 3:24
8. "I'm So Lonesome I Could Cry" (Hank Williams) - 2:10
9. "Your Cheatin' Heart" (Hank Williams) - 2:44
10. "I Can't Stop Loving You" (Don Gibson) - 2:22